# جو سبينس
جو سبينس (بالإنجليزية: Joe Spence)‏ (15 ديسمبر 1898 بإنجلترا في المملكة المتحدة - 31 ديسمبر 1966 في المملكة المتحدة) هو لاعب كرة قدم بريطاني (وحمل سابقاً جنسية المملكة المتحدة لبريطانيا العظمى وأيرلندا) في مركز مهاجم داخلي. شارك مع منتخب إنجلترا لكرة القدم. أما مع النوادي، فقد لعب مع برادفورد سيتي ومانشستر يونايتد ونادي تشيسترفيلد والرابطة الحادية عشر لكرة القدم ‏.

## وصلات خارجية
- جو سبينس على موقع قاعدة بيانات كرة القدم.إي يو (الإنجليزية)
- جو سبينس على موقع قاعدة بيانات كرة القدم.إي يو (الإنجليزية)
- جو سبينس على موقع ناشيونال فوتبول تيمز (الإنجليزية)